# Peter Oluf Brøndsted
Peter Oluf Brøndsted est un archéologue danois, né à Fruering (Jutland) le 17 novembre 1780, et mort à Copenhague le 26 juin 1842.

## Biographie
Il fait ses études à l'université de Copenhague et, de 1810 à 1813, effectue un grand voyage en Grèce. En 1810, il fonde l'association Xénéion. À Egine, il participe aux célèbres excavations archéologiques. Devenu professeur de philologie grecque, nommé ambassadeur des États pontificaux (1818), il parcourt ensuite les îles Ioniennes et la Sicile puis s'installe à Londres où il étudie les marbres d'Elgin (1826) et à Paris (1828-1832) où il publie ses travaux.
En 1846, il est nommé recteur de l'université de Copenhague mais meurt peu après des suites d'une chute de cheval.

## Œuvres
- Voyages dans la Grèce (2 vol. 1826-1830)
- Souvenirs d'un séjour en Grèce pendant les années 1827-1828 (1833)
- Essais sur l'histoire de Danemark (1817-1818)
- Les Bronzes de Siris (1837)